# Savoryella appendiculata
Savoryella appendiculata är en svampart som beskrevs av K.D. Hyde & E.B.G. Jones 1992. Savoryella appendiculata ingår i släktet Savoryella, klassen Sordariomycetes, divisionen sporsäcksvampar och riket svampar.   Inga underarter finns listade i Catalogue of Life.